# Stimulation transcrânienne à courant pulsé
La stimulation transcrânienne à courant pulsé (tPCS) est une technique d’électrostimulation du cerveau, ou stimulation électrique transcrânienne (tES). Actuellement, le nombre d'études la concernant est limité.

## Comparaison avec d'autres techniques de tES

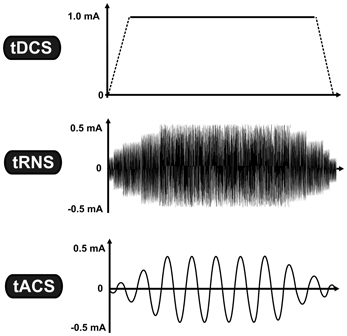
Alors que la tDCS utilise un courant d'intensité constante, la tRNS et la tACS utilisent un courant oscillant. L'axe vertical représente l'intensité du courant en milliampères (mA), tandis que l'axe horizontal représente le temps.

La stimulation électrique transcrânienne (tES) comprend généralement les techniques suivantes :
- Stimulation transcrânienne à courant alternatif (tACS)
- Stimulation transcrânienne à courant direct (tDCS)
- Stimulation transcrânienne par bruit aléatoire (tRNS)
- Stimulation transcrânienne à courant pulsé (tPCS)